# Micropholis polita
Espèce
Statut de conservation UICN

 VUB1+2c : Vulnérable
Classification phylogénétique
Micropholis polita est une espèce de plantes à fleurs de la famille des Sapotaceae. C'est un arbre originaire de Cuba.

## Description
C'est un arbre.

## Répartition
La plante est endémique à la forêt primaire de montagne de la partie orientale de Cuba.